# (5423) Horahořejš
(5423) Horahořejš es un asteroide perteneciente al cinturón de asteroides, descubierto el 16 de febrero de 1983 por Zdeňka Vávrová desde el Observatorio Kleť, České Budějovice, República Checa.

## Designación y nombre
Designado provisionalmente como 1983 DC. Fue nombrado Horahořejš en honor al periodista, guionista y novelista checo Petr Hora Hořejš que escribió una serie de trece libros sobre la historia checa "Toulky českou minulostí" ("Ramblas a través de la historia checa").

## Características orbitales
Horahořejš está situado a una distancia media del Sol de 2,380 ua, pudiendo alejarse hasta 2,765 ua y acercarse hasta 1,996 ua. Su excentricidad es 0,161 y la inclinación orbital 2,682 grados. Emplea 1341,86 días en completar una órbita alrededor del Sol.

## Características físicas
La magnitud absoluta de Horahořejš es 14,2. Tiene 8,883 km de diámetro y su albedo se estima en 0,062. 